# 崔恩映
崔恩映（英語：Eunyoung Choi），南韓動畫師、動畫演出家、動畫製作人。Science SARU第二任社長，該公司由她與湯淺政明於2013年共同創立，並一直擔任公司作品的製作人。2020年，在湯淺政明宣布辭去Science Saru的社長後，崔恩映接替了該工作室的管理職務，直至2025年工作室遭東寶收購後退任。

## 早期生活
崔恩映出生於韓國。從小便接觸繪畫和藝術，風格偏好從寫實主義轉向印象派，後來又轉向現代藝術。1998年畢業於嶺南大學，獲得美術和雕塑雙學位。最初，崔恩映對動畫並不感興趣，但在移居倫敦於中央聖馬丁藝術與設計學院深造後，她開始學習角色動畫。2005年畢業於中央聖馬丁藝術與設計學院，隨後移居日本，投身動畫業界。

## 職涯

### 與湯淺政明的合作
崔恩映來到日本的第一份工作是在GONZO擔任原畫師。同年，得知湯淺政明在MADHOUSE為新的電視動畫《獸爪》組建團隊，崔恩映提交了她的作品集並獲選參與該計畫。她擔任該作品第6話的作畫監督、並在第10集的前情提要中包辦了作畫、演出、美術。此後跟隨湯淺政明參與各種作品。2008年，她在《kaiba》中一人身兼編劇、分鏡、演出和作畫監督四職。2014年，擔任《乒乓》副導演，同時獨自完成片尾曲動畫。

### 領導Ankama Japan
2009年，崔恩映成為Ankama Japan的工作室總監，該公司是法國動畫公司Ankama設於日本的子公司。這家新成立的工作室結合了手繪動畫與透過Adobe Animate創作的數位動畫技術。Ankama Japan將25名歐洲動畫師調至其東京工作室，並製作了公司旗下作品《沃土》系列的特別篇〈鐘錶匠諾克西米利亞〉（Noximilien the Watchmaker），該集由崔恩映執導，湯淺政明擔任角色設計。2011年，Ankama關閉了其日本工作室。然而，崔恩映認為結合數位與手繪動畫技術、以及與跨文化團隊合作的理念，對日本動畫產業的發展至關重要。這些想法成為她後來創立工作室Science SARU的基石。在工作室成立後，多位Ankama Japan的前成員，包括創意總監兼Flash主動畫師Abel Góngora，成為了首批Science SARU的成員

### 創立Science Saru
Ankama Japan關閉後，崔恩映與湯淺政明繼續合作。他們共同製作了動畫短片《Kick-Heart》，這是日本大型商業動畫工作室第一個使用眾籌成功募資完成的動畫作品。在製作《Kick-Heart》期間，崔恩映向湯淺提議共同成立一間工作室。2013年2月，新公司Science SARU正式成立。至2013年底，公司員工人數已擴展至5人。崔恩映在建立Science SARU的製作流程（結合手繪與數位動畫）以及招募各國人才的團隊方面發揮了關鍵作用。工作室的首部企劃是美國動畫《探險活寶》第六季第7集〈神奇食物鏈〉。該集由湯淺執導，崔恩映則擔任創意總監。該集後來獲得了安妮獎與安錫國際動畫影展的提名。2014年，崔恩映擔任電視動畫《乒乓 THE ANIMATION》第10集和BONES製作的電視動畫《宇宙浪子》第9集演出。她亦執導了為宣傳真人電影《戀愛魔法奇蹟》而設計的迷你宣傳劇集《What's Debikuro?》（デビクロってなに？）。隔年，崔恩映執導了短篇音樂錄影帶《四季の歌》。

### 轉型製作人
隨著Science SARU的產量增加，崔恩映的工作重心從動畫師和導演轉向製作與工作室管理。到了2016年初，工作室迎來第一個大型企劃——動畫電影《宣告黎明的露之歌》（2017），工作室以「數字輔助」動畫技術，在不到 16 個月的時間內便完成本片 。在製作《露之歌》期間，Science SARU得到了製作第二部動畫的機會——浪漫喜劇《春宵苦短，少女前進吧！》（2017），改編自森見登美彥的小說。 在Science Saru成立之前，湯淺政明就曾執導森見登美彥的《四疊半神話大系》動畫，湯淺原本希望在那之後立即著手改編《春宵苦短》 ，但沒能成行。所以在2016年得到機會之時，他立即同意了。然而，這卻導致《春宵苦短》前期製作工作與《露之歌》的後期製作撞車。 ；儘管《露之歌》先完成，考慮到市場營銷方面的決策，已經有了粉絲基礎的《春宵苦短》率先上映，作為工作室的第一部長片。《露之歌》和《春宵苦短》獲得的好評如潮。前者獲得了安錫國際動畫影展的最佳長片獎 、每日電影獎的大藤信郎賞、和日本媒體藝術節動畫大獎。後者榮獲日本電影學院最佳動畫獎、渥太華國際動畫節最佳動畫長片大獎和日本新媒體動漫藝術節評審團獎，並被評為十年來最好的日本動畫電影之一。
2018年，崔恩映擔任Science SARU首部動畫影集——《惡魔人 Crybaby》的動畫製作人。該劇由Netflix全球發行，隨即在國際上大獲成功，該劇90%的觀眾來自日本以外的地區。該劇贏得了Crunchyroll動畫獎的年度動畫和年度導演獎並被評為十年來最優秀的日本動畫影集之一。
2019年，崔恩映擔任《乘浪之約》（2019年）製片，該片獲得了工作室迄今為止最好的評價。該片獲得了安錫影展、安妮獎、及每日電影獎的提名，並在上海國際電影節、加拿大奇幻國際電影節和錫切斯影展上贏得最佳動畫長片獎。崔恩映還製作了喜劇電視動畫《超級小白》，該劇靈感來自《蠟筆小新》。
2020年，崔恩映製作了兩部動畫影集：電視動畫《別對映像研出手！》和Netflix影集《日本沉沒2020》。《別對映像研出手！》贏得了日本放送批評懇談會頒發的2020年3月份銀河賞並作為當季乃至年度最優秀的日本動畫影集之一而廣受好評，且被《紐約時報》和《紐約客》評為2020年度最佳電視節目之一。該劇還贏得了Crunchyroll動畫獎的年度導演和最佳動畫獎，獲頒東京動畫獎電視動畫部門大獎，並榮獲日本文化廳媒體藝術祭動畫部門大賞。《日本沉沒2020》因其多元文化與包容性而備受關注，並被評為2020年最佳動畫影集之一，該系列的第一集獲得安錫影展電視系列評審團獎，整個系列則在Crunchyroll動畫獎上獲得兩項提名。《日本沉沒2020》的電影剪輯版於同年11月在日本院線上映並獲得日本新媒體動漫藝術節的評審團推薦作品獎，崔恩映亦擔任該電影製片。
2020年3月25日，湯淺政明辭去了Science SARU的社長與代表董事職務。崔恩映隨後成為該工作室的執行長（CEO）兼社長，並表示除了未來將繼續與湯淺合作外，工作室也將尋求與其他導演開發更多新項目。
2021年，崔恩映製作了兩部相關企劃：動畫電影《犬王》和電視動畫《平家物語》，兩者均改編自小說家古川日出男的作品。《犬王》由湯淺執導，於2021年9月在第78屆威尼斯影展進行全球首映，並於2022年8月在全球院線上映。《犬王》普遍獲得了極高評價，贏得了奇幻國際電影節的最佳動畫長片獎並獲提名金球獎最佳動畫長片。《平家物語》則改編自古川翻譯的日本古代史詩文學《平家物語》。該劇於2021年9月在全球串流平台先行播出，之後於2022年1月在日本電視台播出，並被評為年度最佳電視動畫之一。
同樣在2021年，崔恩映重拾動畫工作，執導了《星際大戰》外傳影集《星際大戰：視界》其中一集。崔恩映執導的短片名為《赤霧》（Akakiri），故事圍繞一位公主和一名絕地武士展開。除了《赤霧》，崔恩映還製作了Science SARU為該影集貢獻的另一部短片：由Abel Góngora執導的《T0-B1》。兩部短片均於2021年9月22日在Disney+上全球發行。該影集整體獲得了極佳的評價，崔恩映的導演工作也備受讚譽。

## 作品

### 電視動畫
1997年
- BURN-UP EXCESS - 動畫（第5話）

2000年
- 遊戲王—怪獸之決鬥 - 動畫（第166話・168話・172話・175話）、上色（第37話・43話・49話）

2002年
- 浮游泉大冒險 - 數位背景（第2話・4話・9話）

2003年
- 鋼之鍊金術師 - 動畫（第24話）

2004年
- DearS - 動畫（第9話）

2005年
- 黑貓 - 原畫（第4話）、第二原畫（第10話・11話）
- 灼眼的夏娜 - 動畫（第15話）
- 天使心 - 動畫（第19話）

2006年
- 歡迎加入NHK！ - 動畫
- 魔女之刃 - 原畫（第2話）
- 妖逆門 - 原畫（第12話）
- 企業傭兵 - 原畫
- 東京暴走族 - 原畫（第6話）
- 獸爪 - 作畫監督（第6話）、原畫（第6話）

2008年
- 牙狼〈GARO〉-炎之刻印- - 分鏡（OP2）、演出（OP2）、編集（OP2）
- 卡辛 - 分鏡（第20話）、演出（第20話）、作畫監督（第20話）、原畫（第4話・15話・20話）、第二原畫（第23話）
- 海馬 - 劇本（第5話）、分鏡（第5話・8話）、演出（第5話・8話）、作畫監督（第5話・8話）、原畫（第5話・8話・11話）

2009年
- 豹頭王傳說 - 中間動畫（第3話）

2010年
- 傳說的勇者的傳說 - 中間動畫（第1話）
- 四疊半神話大系 - 分鏡（第10話）、演出（第10話）、原畫（第10話）

2011年
- 賭博默示錄 第二季 - 動畫（第8話）

2013年
- 翠星上的加爾岡緹亞 - 原畫（第6話）
- 星光少女 彩虹舞台 - 中間動畫（第1-51話）

2014年
- 乒乓 THE ANIMATION - 副監督、演出（第10話）、片尾動畫
- 宇宙浪子 - 故事原案（第9話）、分鏡（第9話）、演出（第9話）、客座角色設計（第9話）、美術設定（第9話）、原畫（第9話）

2017年
- 18if - 原畫（第9話・11-13話）

2018年
- 中間管理錄利根川 - 攝影（第8話）
- 比宇宙更遠的地方 - 原畫（第4話）
- CONCEPTION 產子救世錄 - 原畫（第7話）
- 妖怪旅館營業中 - 作畫監督（第8話）、原畫（第8話）
- 魔法少女網站 - 原畫（第4話）
- 百萬亞瑟王 - 第二原畫（第2話）
- 音樂少女 - 第二原畫（第10話）
- OVERLORD Ⅲ - 原畫（第11話）
- 閃亂神樂 SHINOVI MASTER -東京妖魔篇- - 原畫（第6話）
- 刀劍神域外傳 Gun Gale Online - 第二原畫（第7話）

2019年
- 超級小白 - 製作人、動畫製作人
- 放學後桌遊俱樂部 - 第二原畫（第3話）
- 無限之住人-IMMORTAL- - 原畫（第4話・10話）
- 某科學的一方通行 - 第二原畫（第1-6話・8話）
- 海盜戰記 - 第二原畫（第11話・21話）
- 妖怪學園Y ～第N類接觸～ - 第二原畫（第4話）

2020年
- 別對映像研出手！ - 製作人、動畫製作人
- 成神之日 - 第二原畫（第10話）
- 甜夢貓 - 第二原畫（第16話）
- Ninjala - 作畫監督（第6話）、第二原畫（第29話）
- 我不是說了能力要平均值嗎？ - 第二原畫（第8話）

2021年
- 平家物語 - 執行製作人、製作人
- 魯邦三世 PART6 - 第二原畫（第5話）、中間動畫（第11話）
- 白沙的Aquatope - 第二原畫（第23話）
- 女友成雙 - 第二原畫（第2話・5話・10話）
- 異世界魔王與召喚少女的奴隸魔術Ω - 第二原畫（第1話・3話）
- 古見同學有交流障礙症 - 第二原畫（第5話・8話）
- Muv-Luv Alternative - 原畫（第1話）、第二原畫（第9話）
- 我家的英雄 - 作畫監督（第4-5話・8話）、第二原畫（第1話・4話・10話）
- 秘密內幕～女警的反擊～ - 第二原畫（第1話・8話・12話）
- 七騎士：革命 -英雄的繼承者- - 原畫（第11話）
- 本田小狼與我 - 第二原畫（第5話）、原畫（第7話・11話）
- 東京卍復仇者 - 原畫（第2話）、第二原畫（第17話）
- 夏日時光 - 作畫監督（第12話・24話）、第二原畫（第12話・18話）、中間動畫（第24話）

2022年
- 書蟲公主 - 第二原畫（第7話）
- 杜鵑婚約 - 第二原畫（第7話）
- Love All Play - 第二原畫（第7話）
- 古見同學是溝通魯蛇
 第二季 - 第二原畫（第15話・22話）
- 射擊覺醒！激鬥瓶蓋人 DX - 作畫監督（第12話）、第二原畫（第12話）
- 打工吧，魔王大人！第二季 - 第二原畫（第5話・10話・11話）
- 勇者辭職不幹了 - 第二原畫（第9話）
- OVERLORD Ⅳ - 第二原畫（第5話）
- 最遊記RELOAD -ZEROIN- - 原畫（第8話・12話）
- 自稱賢者弟子的賢者 - 原畫（第12話）
- 東京喵喵 NEW♡ - 作畫監督（第12話）、第二原畫（第3話・12話）
- 神渣☆偶像 - 第二原畫（第3話）

2023年
- 和山田談場Lv999的戀愛 - 作畫監督（第5話）、第二原畫（第4話）
- 殭屍100～在成為殭屍前要做的100件事～ - 作畫監督（第9話）
- 被解僱的暗黑士兵（30多歲）開始了慢生活的第二人生 - 第二原畫（第11話）
- 滿懷美夢的少年是現實主義者 - 作畫監督（第3話・8話）、第二原畫（第3話）
- 轉生公主與天才千金的魔法革命 - 作畫監督（第7話）、第二原畫（第7話）
- 戀愛Flops - 第二原畫（第7話）
- 打工吧，魔王大人！第二季 續篇 - 作畫監督（第20話）
- 轉生成自動販賣機的我今天也在迷宮徘徊 - 第二原畫（第9話）
- 天穗之咲稻姬 - 作畫監督（第2話・6話・10話）
- 東京喵喵 NEW 第二季 - 第二原畫（第13話）
- 逃走中 THE GREAT MISSION - 作畫監督（第44話・52話・60話）
- 傲嬌反派千金莉潔洛特與實況主遠藤同學及解說員小林同學 - 作畫監督（第7話）、第二原畫（第7話）

2024年
- 杖與劍的魔劍譚 - 作畫監督（第10話）
- 魔女與野獸 - 作畫監督（第10話）
- 我和班上最討厭的女生結婚了。 - 作畫監督（第5話・8話・10話）
- 膽大黨 - 製作
- 魔法光源股份有限公司 - 作畫監督（第11話）
- Science SARU×MBS原創短篇動畫大作戰！ - 監督（第4話）、分鏡（第4話）

2025年
- 膽大黨 第二季 - 製作
- 轉生成自動販賣機的我今天也在迷宮徘徊 第二季 - 作畫監督（第1話）

### 動畫電影
2008年
- 地獄天使 - 原畫

2010年
- 蠟筆小新：我的超時空新娘 - 動畫
- 借來的100天 - 動畫

2011年
- 蠟筆小新：黃金間諜大作戰 - 動畫

2013年
- Kick-Heart - 副監督、色彩設定、原畫

2014年
- 蠟筆小新：大對決！機器人爸爸的反擊 - 巨大廣志機器人作畫

2015年
- 蠟筆小新：我的搬家物語 仙人掌大襲擊 - 墨西哥角色原案、仙人掌設計、作畫協力、動畫
- 哆啦A夢：大雄之宇宙英雄記 - 動畫

2017年
- 春宵苦短，少女前進吧！ - 分鏡、動畫製作人
- 宣告黎明的露之歌 - 動畫製作人、隨片講評

2019年
- 乘浪之約 - 製作人

2020年
- 數碼寶貝 LAST EVOLUTION 絆 - 第二原畫

2022年
- 電影 五等分的新娘 - 原畫
- 犬王 - 製作人
- 記憶花園 - 執行製作人

2024年
- 你的顏色 - 執行製作人

### 網路動畫（ONA）
2018年
- 惡魔人 Crybaby - 動畫製作人

2021年
- 星際大戰：視界 - 監督（赤霧）

2022年
- 幽零幻鏡 - 總製作人、企劃
- 四疊半時光機藍調 - 製作人、製作

2023年
- 歪小子史考特：火力全開 - 執行製作人

### OVA
2002年
- 戰鬥妖精雪風 - 動畫

## 外部連結
- 崔恩映的X（前Twitter）
- 崔恩映在動畫新聞網百科全書中的資料（英文）
- 崔恩映在互联网电影资料库（IMDb）上的資料（英文）